# بوب وود (فنان قصص مصورة)
بوب وود (بالإنجليزية: Bob Wood)‏ هو فنان قصص مصورة أمريكي، ولد في 14 يونيو 1917، وتوفي في 7 نوفمبر 1966.